# Чемпионат России по хоккею с шайбой среди женщин
Чемпионат России по хоккею среди женских команд разыгрывается ежегодно, начиная с сезона 1995/96. Все права на организацию и проведение чемпионата принадлежат ФХР. С сезона 2015/2016 чемпион России определяется по итогам соревнований ЖХЛ.

## История
- В 1994 году Олимпийским комитетом России было принято решение о развитии женского хоккея в России[1]. В мае 1994 года Совет Федерации хоккея России принял решение о развитии женского хоккея в России. ФХР учредила национальную женскую сборную команду России, а на 1995 год наметила проведение первого чемпионата страны среди женских команд.
- В 1995 году стартовал первый сезон чемпионата России по хоккею среди женских команд. Первую в истории турнира шайбу забросила Елена Бесшапошникова («Спартак» Москва). Первым победителем турнира в 1996 году стал хоккейный клуб из Москвы «Лужники»[1].
- В период с 1996 года по 1999 год в чемпионате страны участвовала вне конкурса женская сборная Казахстана[2].
- В чемпионате чаще всего принимали участие шесть команд, но были и сезоны, когда играли всего четыре или пять клубов. В сезоне 1997/98 приняло участие семь команд[2].
- В сезоне 2012/13 впервые в истории в первенстве страны приняли участие девять команд[3], а в сезоне 2013/14 число команд выросло до одиннадцати[4].

## Формула проведения чемпионата
- Команды, участвующие в чемпионате, проводят между собой по четыре игры (две игры на домашней арене и две игры на поле соперника) с каждым из соперников в соответствии с утверждённым календарём соревнований. До 2013 года команды играли по шесть игр против каждого из соперников.
- Если в основное время матча победитель не определился, то проводится пятиминутный овертайм до первой заброшенной шайбы. Если дополнительное время не выявило победителя, то проводится серия послематчевых буллитов.
- За победу в основное время команда получает три очка. За победу в дополнительное время или в серии послематчевых штрафных бросков даётся два очка. При поражении не в основное время начисляется одно очко.
- Места в турнирной таблице распределяются в зависимости от набранных очков во всех матчах. Команда, набравшая наибольшее количество очков, становится чемпионом России. В случае равенства очков места в таблице определяются по итогам личных встреч между командами и по разнице забитых и пропущенных голов.
- Победитель чемпионата России награждается золотыми медалями, а командам, занявшим второе и третье места, вручаются соответственно серебряные и бронзовые медали.

## Все чемпионы и призёры чемпионатов России
| Сезон     | Чемпион России                  | Серебряный призёр               | Бронзовый призёр                |
| --------- | ------------------------------- | ------------------------------- | ------------------------------- |
| 1995/1996 | «Лужники» Москва                | «Уралочка-Авто» Екатеринбург    | «Локомотив» Красноярск          |
| 1996/1997 | ЦСК ВВС Москва                  | «Спартак» Екатеринбург          | «Локомотив» Красноярск          |
| 1997/1998 | ЦСК ВВС Москва                  | «Спартак» Екатеринбург          | «Спартак» Москва                |
| 1998/1999 | «Викинг» Москва                 | «Спартак-Меркурий» Екатеринбург | «Локомотив» Красноярск          |
| 1999/2000 | «Спартак-Меркурий» Екатеринбург | «Викинг» Москва                 | «Локомотив» Красноярск          |
| 2000/2001 | СКИФ Москва                     | «Спартак-Меркурий» Екатеринбург | «Локомотив» Красноярск          |
| 2001/2002 | СКИФ Москва                     | «Спартак-Меркурий» Екатеринбург | «Локомотив» Красноярск          |
| 2002/2003 | СКИФ Москва                     | «Спартак-Меркурий» Екатеринбург | «Локомотив» Красноярск          |
| 2003/2004 | СКИФ Москва                     | «Торнадо» Дмитров               | «Спартак-Меркурий» Екатеринбург |
| 2004/2005 | СКИФ Москва                     | «Торнадо» Дмитров               | «Спартак-Меркурий» Екатеринбург |
| 2005/2006 | «Торнадо» Дмитров               | СКИФ Москва                     | «Спартак-Меркурий» Екатеринбург |
| 2006/2007 | «Торнадо» Дмитров               | СКИФ Нижегородская область      | «Спартак-Меркурий» Екатеринбург |
| 2007/2008 | СКИФ Нижегородская область      | «Торнадо» Дмитров               | «Спартак-Меркурий» Екатеринбург |
| 2008/2009 | «Торнадо» Дмитров               | СКИФ Нижегородская область      | «Локомотив-Энергия» Красноярск  |
| 2009/2010 | СКИФ Нижегородская область      | «Торнадо» Дмитров               | «Спартак-Меркурий» Екатеринбург |
| 2010/2011 | «Торнадо» Дмитров               | СКИФ Нижегородская область      | «Факел» Челябинская область     |
| 2011/2012 | «Торнадо» Дмитров               | СКИФ Нижегородская область      | «Агидель» Уфа                   |
| 2012/2013 | «Торнадо» Дмитров               | СКИФ Нижегородская область      | «Агидель» Уфа                   |
| 2013/2014 | СКИФ Нижегородская область      | «Торнадо» Дмитров               | «Агидель» Уфа                   |
| 2014/2015 | «Торнадо» Дмитров               | СКИФ Нижегородская область      | «Агидель» Уфа                   |
| 2015/2016 | «Торнадо» Дмитров               | «Агидель» Уфа                   | «Бирюса» Красноярск             |
| 2016/2017 | «Торнадо» Дмитров               | «Агидель» Уфа                   | «Динамо» Санкт-Петербург        |
| 2017/2018 | «Агидель» Уфа                   | «Торнадо» Дмитров               | «Динамо» Санкт-Петербург        |
| 2018/2019 | «Агидель» Уфа                   | «Динамо» Санкт-Петербург        | «Бирюса» Красноярск             |
| 2019/2020 | «Агидель» Уфа                   | «Торнадо» Дмитров               | «Бирюса» Красноярск             |
| 2020/2021 | «Агидель» Уфа                   | СКИФ Нижегородская область      | «Бирюса» Красноярск             |
| 2021/2022 | СКИФ Нижегородская область      | «Торнадо» Дмитров               | «Динамо-Нева» Санкт-Петербург   |
| 2022/2023 | «Агидель» Уфа                   | «Динамо-Нева» Санкт-Петербург   | «Бирюса» Красноярск             |
| 2023/2024 | «Динамо-Нева» Санкт-Петербург   | «Бирюса» Красноярск             | «Агидель» Уфа                   |
| 2024/2025 | «Агидель» Уфа                   | «Динамо-Нева» Санкт-Петербург   | «Торпедо» Нижний Новгород       |

## Все участники чемпионатов России
| Название клуба                  | Сезоны                                      | Прежнее название клуба                         | Примечание                                                    |
| ------------------------------- | ------------------------------------------- | ---------------------------------------------- | ------------------------------------------------------------- |
| СКИФ Нижегородская область      | С сезона 1995/96 по настоящее время         | «Лужники», ЦСК ВВС, «Викинг»                   | До 2006 года команда представляла Москву и Московскую область |
| «Спартак-Меркурий» Екатеринбург | С сезона 1995/96 по настоящее время         | «Уралочка-Авто», «Спартак»                     |                                                               |
| «Бирюса» Красноярский край      | С сезона 1995/96 по настоящее время         | «Локомотив», «Локомотив-Энергия»               |                                                               |
| «Спартак» Москва                | 1995/96 — 1999/00                           |                                                |                                                               |
| «Авангард» Омск                 | 1995/96 — 1999/00                           | СДЮШОР-22                                      |                                                               |
| «Кристаллочка» Саратов          | 1995/96, 1996/97                            |                                                |                                                               |
| Сборная Казахстана              | 1996/97, 1997/98, 1998/99                   |                                                | Команда выступала вне конкурса                                |
| «Чайка» Ярославль               | 1997/98, 1998/99                            | ДЮСШ-12                                        |                                                               |
| «Белые Медведицы» Челябинск     | С сезона 1997/98 по настоящее время         | «Метелица», «Ника», «Казак-Уральский», «Факел» |                                                               |
| СКИФ-2 Нижний Новгород          | 2003/04, 2004/05, 2005/06, 2012/13, 2013/14 |                                                | Фарм-клуб ХК СКИФ                                             |
| «Торнадо» Московская область    | С сезона 2003/04 по настоящее время         |                                                |                                                               |
| «Динамо» Екатеринбург           | 2009/10                                     |                                                |                                                               |
| «Агидель» Уфа                   | С сезона 2010/11 по настоящее время         |                                                |                                                               |
| «Арктик-Университет» Ухта       | С сезона 2012/13 по настоящее время         |                                                |                                                               |
| «Тюменские Лисицы» Тюмень       | 2012/13, 2013/14                            | «Газовик»                                      |                                                               |
| ЖХК «Динамо Санкт-Петербург»    | С сезона 2013/14 по настоящее время         |                                                |                                                               |
| «Комета» Одинцово               | С сезона 2013/14 по 2015                    |                                                |                                                               |